# Recilia
Recilia — род цикадок из отряда Полужесткокрылых.

## Описание
Цикадки размером 3-4 мм. Умеренно стройные, с закругленно-тупоугольно выступающим вперед теменем. В СССР около 7 видов.  
- Recilia coronifera (Marshall, 1866)
- Recilia horvathi (Then, 1896)
- Recilia schmidtgeni (Wagner, 1939)